# Größenberg (Schwarzatal)
Der Größenberg ist ein 1102 m ü. A. hoher Berg westlich von Rohr im Gebirge in Niederösterreich.
Der Größenberg und der nördlich liegende Kleine Größenberg (1088 m ü. A.) werden im Süden von der Schwarza, im Westen vom Zellenbach und im Norden von der Kalten Kuchl und dem dort entspringenden nördlichen Halbach und dem südlichen Halbach begrenzt. Der touristisch wenig erschlossene Berg ist dennoch ein nicht unbekanntes Wanderziel, weil er mit dem Auto von allen Seiten leicht erreichbar ist. Die Kuppe des Größenberges ist bewaldet, jedoch bietet sich südlich der Gipfelregion auf einer geschlägerten Fläche eine gute Aussicht von Osten bis Südwesten.